# Soutelo e Seara Velha
Soutelo e Seara Velha (oficialmente: União das Freguesias de Soutelo e Seara Velha) é uma freguesia portuguesa do município de Chaves, com 18,12 km² de área e 461 habitantes (censo de 2021). A sua densidade populacional é 25,4 hab./km².

## História
Foi constituída em 2013, no âmbito de uma reforma administrativa nacional, pela agregação das antigas freguesias de Soutelo e Seara Velha e tem a sede em Soutelo.

## Demografia
A população registada nos censos foi:
| Distribuição da População por Grupos Etários | Distribuição da População por Grupos Etários | Distribuição da População por Grupos Etários | Distribuição da População por Grupos Etários | Distribuição da População por Grupos Etários | Distribuição da População por Grupos Etários |
| -------------------------------------------- | -------------------------------------------- | -------------------------------------------- | -------------------------------------------- | -------------------------------------------- | -------------------------------------------- |
| Antes da agregação                           |                                              |                                              |                                              |                                              |                                              |
| Ano                                          | 0-14 anos                                    | 15-24 anos                                   | 25-64 anos                                   | >= 65 anos                                   | Total                                        |
| 2001                                         | 69                                           | 70                                           | 274                                          | 158                                          | 571                                          |
| 2011                                         | 43                                           | 54                                           | 252                                          | 166                                          | 515                                          |
| Após a agregação                             |                                              |                                              |                                              |                                              |                                              |
| Ano                                          | 0-14 anos                                    | 15-24 anos                                   | 25-64 anos                                   | >= 65 anos                                   | Total                                        |
| 2021                                         | 34                                           | 30                                           | 211                                          | 186                                          | 461                                          |